# Kanton Pamiers-Ouest
Der Kanton Pamiers-Ouest war bis 2015 ein französischer Wahlkreis im Département Ariège und in der Region Midi-Pyrénées. Er umfasste elf Gemeinden im Arrondissement Pamiers; sein Hauptort (frz.: chef-lieu) war Pamiers. Die landesweiten Änderungen in der Zusammensetzung der Kantone brachten im März 2015 seine Auflösung. Der Kanton ging im Jahr 2015 weitgehend im Kanton Pamiers-1 auf.

## Gemeinden
Im Kanton lag ein Teil der Stadt Pamiers (angegeben ist hier die Gesamteinwohnerzahl) und weitere elf Gemeinden:
| Gemeinde             | Einwohner Jahr | Fläche km² | Bevölkerungsdichte | Code INSEE | Postleitzahl |
| -------------------- | -------------- | ---------- | ------------------ | ---------- | ------------ |
| Benagues             | 476 (2013)     | 3,01       | 158 Einw./km²      | 09050      | 09100        |
| Bézac                | 325 (2013)     | 8,35       | 39 Einw./km²       | 09056      | 09100        |
| Escosse              | 420 (2013)     | 14,83      | 28 Einw./km²       | 09116      | 09100        |
| Lescousse            | 80 (2013)      | 8,48       | 9 Einw./km²        | 09163      | 09100        |
| Madière              | 203 (2013)     | 10,28      | 20 Einw./km²       | 09177      | 09100        |
| Pamiers              | 15.744 (2013)  | –          | – Einw./km²        | 09225      | 09100        |
| Saint-Amans          | 42 (2013)      | 2,64       | 16 Einw./km²       | 09255      | 09100        |
| Saint-Jean-du-Falga  | 2.814 (2013)   | 4,03       | 698 Einw./km²      | 09265      | 09100        |
| Saint-Martin-d’Oydes | 266 (2013)     | 11,64      | 23 Einw./km²       | 09270      | 09100        |
| Saint-Michel         | 74 (2013)      | 5,92       | 13 Einw./km²       | 09271      | 09100        |
| Saint-Victor-Rouzaud | 222 (2013)     | 12,77      | 17 Einw./km²       | 09276      | 09100        |
| Unzent               | 125 (2013)     | 7,9        | 16 Einw./km²       | 09319      | 09100        |